# Hand of God
Hand of God est une série télévisée américaine créée par Ben Watkins, dont le premier épisode a été mis en ligne le 28 août 2014, puis dès le 4 septembre 2015 sur Prime Video d'Amazon d'où elle est disponible dans les pays francophones.

## Synopsis
La série raconte l'histoire de Pernell Harris, un juge corrompu qui, après le suicide de son fils, devient sujet à des visions et croit entendre Dieu. Il devient membre de l’église charismatique la Main de Dieu.

## Distribution

### Acteurs principaux
- Ron Perlman (VF : Michel Vigné) : Pernell Harris
- Dana Delany (VF : Marine Jolivet) : Crystal Harris
- Andre Royo (VF : Jean-Paul Pitolin) : Robert « Bobo » Boston
- Garret Dillahunt (VF : Vincent Ropion) : KD
- Alona Tal (VF : Marie Tirmont) : Jocelyn Harris
- Julian Morris (VF : Emmanuel Garijo) : Paul Curtis (pasteur)
- Emayatzy Corinealdi (VF : Sara Martins) : Tessie Graham
- Johnny Ferro (VF : Arnaud Laurent) : PJ Harris (Pernell Jr.)
- Elizabeth McLaughlin (en) (VF : Ingrid Donnadieu) : Alicia Hoptkins

### Acteurs récurrents et invités
- Erykah Badu (VF : Annie Milon) : April[3]
- Lance Bass : Exotic Jerry[3]
- Hunter Parrish (VF : Donald Reignoux): Josh[3]
- Jon Tenney (VF : Mathieu Buscatto) : Nick Tramble[3]
- Jacob Vargas (VF : Sylvain Agaësse) : Julio[3]
- Maximiliano Hernández (VF : Eilias Changuel) : Chef Toby Clay
- Nia Long (VF : Marjorie Frantz) : Izzy
- Sandy Martin : Randy
Version française
  - Société de doublage : Deluxe Media Paris[4]
  - Direction artistique : Christine Bellier

 Source et légende : version française (VF) sur RS Doublage et DSD

## Production
Le 18 décembre 2015, la série est renouvelée pour une deuxième saison prévue pour 2016.
Le 15 septembre 2016, Amazon a annoncé que la série s'arrêtera avec la saison 2. La diffusion est prévue pour 2017.

## Épisodes

### Première saison (2014-2015)
1. La Main de Dieu (Pilot)
2. Voix intérieure (Your Inside Voice)
3. Les Voix du Seigneur (Contemplating the Body)
4. Amour inconditionnel (He So Loved)
5. Accueillir l'étranger (Welcome the Stranger)
6. Que tempête nous unisse (For the Rain to Gather)
7. Un oiseau dans la main (A Bird in Hand)
8. Message sauvegardé (One Saved Message)
9. Une fleur pour les abeilles (A Flower That Bees Prefer)
10. Le Lien qui unit (The Tie That Binds)

### Deuxième saison (2016)
1. Partir en poussière (Gathering Dust)
2. Dis-moi tes rêves (Telling Me Your Dreams)
3. Dans la ruche (We Can't Go Back)
4. Par une lettre d'amour (Not Writing a Love Letter)
5. Apex (I See That Now)
6. Un murmure à mon oreille ... (What Do You Hear...)
7. En appuyant sur la gâchette (When You Pull the Trigger)
8. Tout ce qu'il reste (The Last Thing Left)
9. Être un homme (What a Man Can Be)
10. Ainsi soit-il (He Must Be)